# Косарський спиртовий завод
КОСА́РСЬКИЙ СПИРТОВИ́Й ЗАВО́Д – це державне підприємство харчової промисловості. Розташоване у селі Косарі, Кам’янського району,Черкаської області.

## Історія
Історія починається 1872 року, коли польський поміщик Ф. Ростішевський на базі діючого в селі цукрового заводу побудував Косарську гуральню, яка із зерна, картоплі та меляси щодоби виробляла 40 відер спирту. 1937–38 роки, завдяки реконструкції підпр-ва його потужність зросла до 1200 декалітрів спирту щодоби. 1991 року, окрім виготовлення спирту, на заводі впроваджено виробництво горілчаних напоїв. Першою продукцією стала горілка «Древньокиївська», лінію з виробництва якої введено в дію 1993 року. Згодом відбулося перепрофілювання підприємствва на виготовлення спирту із зерна (вироб. потуж. – 3082 декалітрів щодоби). Від 2011 року – у складі державного підприємвства «Укрспирт»; спеціалізується на виробництві етилових спиртів вищого очищення «Екстра», «Люкс» (понад 1 мільйона декалітрів щороку) та високоякісних горілчаних напоїв (620 тисяч декалітрів щороку), відомих під торговою маркою «Холодний Яр». Серед основної продукції – спирти ректифіковані із зерна та етилові із меляси, горілки особливі («Холодний Яр» відзначено низкою міжнародних та всеукраїнських нагород, «Казка Холодного Яру», «Крижана», «Максим Залізняк», «Косарі»), гірка настоянка «Холодноярський край». Кількість працівників (2011) – близько 250 осіб. В. о. кер. – Ф. Кобзар (від 2011).